# Lasioglossum mabangense
Lasioglossum mabangense là một loài Hymenoptera trong họ Halictidae. Loài này được Cockerell mô tả khoa học năm 1946.